# 北村道夫
北村 道夫（きたむら みちお、1952年3月7日 - ）は日本の検察官。カジノ管理委員会委員長。元仙台高等検察庁検事長、防衛監察本部防衛監察監。

## 主要経歴
1970年、東京都立秋川高等学校卒業（3期生）。
1975年、早稲田大学法学部卒。
1977年、司法修習第29期として検察官に任官。
1992年から1995年までは司法研修所で、のちに仙台高等裁判所長官及び人事院総裁となった裁判官の一宮なほみと共に教官を務めた。
2002年、仙台地方検察庁次席検事から東京高等検察庁に異動。以後、東京地方検察庁公安部長、千葉地方検察庁次席検事、横浜地方検察庁次席検事、鳥取地方検察庁検事正、広島高等検察庁次席検事、静岡地方検察庁検事正、名古屋地方検察庁検事正を歴任。
2010年、大阪地検特捜部主任検事証拠改ざん事件・犯人隠避事件により引責辞任した検事正の後任として、大阪地方検察庁検事正に就任した。
2012年7月には仙台高等検察庁検事長、2014年1月に福岡高等検察庁検事長となった。
2015年4月1日から2018年3月31日まで防衛監察本部防衛監察監を務めた。PKOの日報問題に際し、特別防衛監察を行った。
2020年1月7日、カジノ管理委員会の初代委員長に就任。
2025年、瑞宝重光章受章。

## 著述
- 東京法令出版『捜査研究』、『捜研:捜査研究』寄稿。1983年-1995年[6]。
- 講演録『検察改革の現状について』。2012年、東北大学東北法学会。
- 『防衛監察監御挨拶』。2015年、防衛省防衛監察本部。

## 防衛監察本部での職務
- 北村は、防衛大臣兼安全保障法制担当大臣中谷元に任命され、2015年4月1日から2018年3月31日まで防衛監察本部防衛監察監を務めたが、2017年の第193回国会で、あるジャーナリストが行った自衛隊南スーダン派遣部隊作成の日報の情報開示請求に対する不開示決定が問題視され[7]、防衛省が国会閉会後の同年2月7日に日報一部の存在を発表するに至ったことから（自衛隊日報問題）、同年3月から7月にかけ、 監察対象機関を「本件日報の管理に関係する防衛省の機関等」とし、同事象は公益通報により発覚したものであるとして特別防衛監察を行った[8]。一方、このとき、防衛省情報本部を監察対象外として監察しなかったとされている[9]。同年7月28日、防衛大臣稲田朋美が特別監察の結果を公表し、陸上自衛隊が日報を開示せずデータを削除したとして、組織的な隠蔽を認定して辞任した（自衛隊南スーダン派遣）[10]。
- 北村が退任してから2日が経過した2018年4月2日、防衛大臣小野寺五典は、前年の第193回国会で不存在と答弁していた自衛隊イラク派遣時の陸上自衛隊の日報のべ376日分約14000ページが見つかったと発表した[11][12]。4月6日には、航空自衛隊でもイラク派遣時の日報3日分3ページ分を保有していることが公表された[12]。4月9日、2017年の特別監察の対象外であった[要出典]本省情報本部で陸上自衛隊の南スーダンPKO日報1年分以上を保管していることが明らかにされた[13]。10月2日、防衛大臣に早稲田大学政治経済学部出身の岩屋毅が就任してからというもの、野党やマスコミ各社からの熱心だった追及は潮が引くように終息した。